# Alexandre O'Neill
Alexandre Manuel Vahia de Castro O'Neill de Bulhões GOSE (Lisboa, 19 de dezembro de 1924 – Lisboa, 21 de agosto de 1986) foi um importante poeta do movimento surrealista português. Era descendente de irlandeses. Tem uma biblioteca com o seu nome em Constância.
Autodidacta, O'Neill foi um dos fundadores do Movimento Surrealista de Lisboa. É nesta corrente que publica a sua primeira obra, o volume de colagens A Ampola Miraculosa, mas o grupo rapidamente se desdobra e acaba. As influências surrealistas permanecem visíveis nas obras dele, que além dos livros de poesia incluem prosa, discos de poesia, traduções e antologias. Não conseguindo viver apenas da sua arte, o autor alargou a sua acção à publicidade. É da sua autoria o lema publicitário «Há mar e mar, há ir e voltar». Foi várias vezes preso pela polícia política, a PIDE. 

## Biografia

### Infância e juventude
Da burguesia lisboeta, Alexandre O'Neill nasceu no número 30 da Avenida Fontes Pereira de Melo, uma das artérias principais da capital. Foi filho de José António Pereira de Eça O'Neill de Bulhões (Lisboa, c. 1890 – Lisboa), empregado bancário, e de sua esposa, Maria da Glória Vahia de Barros de Castro (17 de março de 1905 – depois de outubro de 1989). 
Foi igualmente neto paterno da escritora Maria O'Neill, a qual era sobrinha-bisneta e primeira-prima-três-vezes-removida do 1.º Visconde de Santa Mónica e sobrinha-neta do 1.º Barão de Sabroso e do 2.º Barão de Sabroso. 
A sua irmã mais velha, Maria Amélia Vahia de Castro O'Neill de Bulhões, nascida na Lourinhã, a 26 de setembro de 1921, faleceu em Tomar, Santa Maria dos Olivais, a 27 de setembro de 2009, solteira e sem geração.
Em 1943, com 17 anos de idade, publicou os primeiros versos num jornal de Amarante, o "Flor do Tâmega". Apesar de ter recebido prémios literários no Colégio Valsassina, esta atividade não foi particularmente incentivada pela família, que almejava que Alexandre O'Neill se dedicasse mais aos estudos e se formasse com um curso superior.

### Envolvência nomovimento surrealista
Datam do ano de 1947 duas cartas de Alexandre O'Neill que demonstram o seu interesse pelo surrealismo, dizendo numa delas (datada do mês de outubro) possuir já os manifestos de Breton e a Histoire du Surrealisme, de M. Nadeau. Nesse mesmo ano, O'Neill, Mário Cesariny e Mário Domingues começam a fazer experiências a nível da linguagem, na linha do surrealismo, sobretudo com os seus Cadáveres Esquisitos e Diálogos Automáticos, que conduziam ao desmembramento do sentido lógico dos textos e à pluralidade de sentidos.
Por volta de 1948, O'Neill está na criação do Grupo Surrealista de Lisboa, ao lado de Mário Cesariny, José-Augusto França, António Domingues, Fernando Azevedo, Moniz Pereira, António Pedro e Marcelino Vespeira. As primeiras reuniões ocorreram na Pastelaria Mexicana, na Praça de Londres.
As posições antineorealistas eram frontais e provocatórias, tal como as atitudes contra o regime: em abril, o Grupo retira a sua colaboração da III Exposição Geral de Artes Plásticas, por recusar a censura prévia que a comissão organizadora decidira impor. Com a saída de Mário Cesariny, que entrou em rutura com o Grupo, em agosto de 1948, o grupo cindiu-se, dando origem ao Grupo Surrealista Dissidente, onde, além do próprio Cesariny, participavam António Maria Lisboa e Pedro Oom.
Em 1949 tiveram lugar as principais manifestações do movimento surrealista em Portugal, como a Exposição do Grupo Surrealista de Lisboa (em janeiro), onde expuseram Alexandre O'Neill, António Dacosta, António Pedro, Fernando de Azevedo, João Moniz Pereira, José-Augusto França e Vespeira. Nessa ocasião, Alexandre O'Neill publicou A Ampola Miraculosa como um dos primeiros números dos Cadernos Surrealistas. A obra, constituída por 15 imagens e respectivas legendas, sem nenhum nexo lógico entre a imagem e legenda, poderá ser considerada paradigmática do surrealismo português.

### A estreia
Depois de uma fase de ataques pessoais entre os dois grupos surrealistas (1950-1952) e a extinção de ambos os grupos, o surrealismo continuou a manifestar-se na produção individual de alguns autores, incluindo o próprio Alexandre O'Neill. Em 1951, no "Pequeno Aviso do Autor ao Leitor", inserido em Tempo de Fantasmas, ele demarcou-se como surrealista. Nessa mesma obra, sobretudo na primeira parte, Exercícios de Estilo (1947-49), a influência deste corrente manifesta-se em poemas como "Diálogos Falhados", "Inventário" ou "A Central das Frases" e na insistência em motivos comuns a muitos poetas surrealistas, como a bicicleta e a máquina de costura.

### Política
Neste primeiro livro de poesia inclui o poema que o tornou célebre, "Um Adeus Português", originado num episódio biográfico que o próprio viria a contar, muitos anos mais tarde: no início de 1950, estivera em Lisboa Nora Mitrani, enviada do Surrealismo francês para fazer uma conferência. Conheceu O’Neill e apaixonaram-se. Meses mais tarde, querendo juntar-se-lhe em Paris, O’Neill foi chamado à PIDE e interrogado. Por pressão de uma pessoa da família, foi-lhe negado o passaporte. Coagido a ficar em Portugal, não voltaria a ver Nora Mitrani.
Não foi, de resto, a única vez que Alexandre O’Neill foi confrontado com a polícia política. Em 1953, esteve preso vinte e um dias no Estabelecimento Prisional de Caxias, por ter ido esperar Maria Lamas, regressada do Congresso Mundial da Paz em Viena. A partir desta data, passou a ser vigiado pela PIDE. No entanto, sendo um oposicionista, não militou em nenhum partido político, nem durante o Estado Novo, nem a seguir ao 25 de Abril – conhece-se-lhe uma breve ligação ao MUD juvenil, na altura em que abandona o Grupo Surrealista de Lisboa. A partir desta época, O’Neill foi-se distanciando de grupos ou tertúlias, demasiado irónico e cioso do seu individualismo para se envolver seriamente em qualquer militância partidária.

### A obra literária
Em 1958, com a edição de No Reino da Dinamarca, Alexandre O’Neill viu-se reconhecido como poeta. Na década de 1960, provavelmente a mais produtiva literariamente, foi publicando livros de poesia, antologias de outros poetas e traduções.
A poesia de Alexandre O'Neill concilia uma atitude de vanguarda, (surrealismo e experiências próximas do concretismo) — que se manifesta no carácter lúdico do seu jogo com as palavras, no seu bestiário, que evidencia o lado surreal do real, ou nos típicos «inventários» surrealistas — com a influência da tradição literária (de autores como Nicolau Tolentino e o abade de Jazente, por exemplo).
Os seus textos caracterizam-se por uma intensa sátira a Portugal e aos portugueses, destruindo a imagem de um proletariado heróico criada pelo neorealismo, a que contrapõe a vida mesquinha, a dor do quotidiano, vista no entanto sem dramatismos, ironicamente, numa alternância entre a constatação do absurdo da vida e o humor como única forma de se lhe opor. 
Temas como a solidão, o amor, o sonho, a passagem do tempo ou a morte, conduzem ao medo (veja-se "O Poema Pouco Original do Medo", com a sua figuração simbólica do rato) e/ou à revolta, de que o homem só poderá libertar-se através do humor, contrabalançado por vezes por um tom discretamente sentimental, revelador de um certo desespero perante o marasmo do país — "meu remorso, meu remorso de todos nós". Este humor é, muitas vezes, manifestado numa linguagem que parodia discursos estereotipados, como os discursos oficiais ou publicitários, ou que reflecte a própria organização social, pela integração nela operada do calão, da gíria, de lugares-comuns pequeno-burgueses, de onomatopeias ou de neologismos inventados pelo autor. 
Encontra-se colaboração da sua autoria no semanário Mundo Literário (1946-1948) e na revista Litoral (1944-1945).

### A vida privada e profissional
Alexandre O’Neill, apesar de nunca ter sido um escritor profissional, viveu sempre da sua escrita ou de trabalhos relacionados com livros. Em 1946, tornou-se escriturário, na Caixa de Previdência dos Profissionais do Comércio. Permaneceu neste emprego até 1952. A partir de 1957, começou a escrever para os jornais, primeiro esporadicamente, depois, nas décadas seguintes, assinando colunas regulares no Diário de Lisboa, n’A Capital e, nos anos 1980, no Jornal de Letras, escrevendo indiferentemente prosa e poesia, que reeditava mais tarde em livro, à maneira dos folhetinistas do século XIX.
Em 1959 iniciou-se como redactor de publicidade, actividade que se tornaria definitivamente o seu ganha-pão. Ficaram famosos no meio alguns slôganes publicitários da sua autoria, e um houve que se converteu em provérbio: "Há mar e mar, há ir e voltar". Tinha entretanto abandonado definitivamente a casa dos pais, casando a 27 de dezembro de 1957 com Noémia Delgado, de quem teve um filho, Alexandre Delgado O'Neill, nascido a 23 de dezembro de 1959, fotógrafo, que viria a morrer solteiro e sem geração em Boston, Condado de Suffolk, Massachusetts, a 4 de janeiro de 1993. Alexandre O'Neill apenas se divorciou dela algum tempo antes do seu segundo casamento, a 15 de janeiro de 1971. Nesta época, instalou-se na zona do Jardim do Príncipe Real, bairro lisboeta onde haveria de decorrer grande parte da sua vida, e que levaria para a sua escrita. Neste bairro, encontraria Pamela Ineichen, com quem manteve uma relação amorosa durante a década de 1960. Mais tarde, a 4 de agosto de 1971, casará em Lisboa com Teresa Patrício Gouveia, mãe do seu segundo filho, Afonso Gouveia O'Neill, nascido a 28 de maio de 1976, solteiro e sem geração.
Fez ainda parte da redacção da revista Almanaque (1959-61), publicação arrojada com grafismo de Sebastião Rodrigues onde colaboravam, entre outros, José Cardoso Pires, Luís de Sttau Monteiro, Augusto Abelaira e João Abel Manta. 
A sua atracção por outros meios de comunicação, que não a palavra escrita, é testemunhada pela letra do fado "Gaivota" destinada à voz de Amália Rodrigues, com música de Alain Oulman, tal como a colaboração, nos anos 1970, em programas televisivos (fora, aliás, crítico de televisão sob o pseudónimo de A. Jazente), ou em guiões de filmes e em peças de teatro. Em 1982 recebeu o prémio da Associação de Críticos Literários.
Mas a doença começava a atormentá-lo. Em 1976, sofre um ataque cardíaco, que o poeta admitiu dever-se à vida desregrada que sempre tinha sido a sua, e que, apesar de algum esforço em contrário, continuou a ser. No início dos anos 1980, já divorciado de Teresa Patrício Gouveia desde 20 de fevereiro de 1981, repartia o seu tempo entre a casa da Rua da Escola Politécnica e a vila de Constância. Em 1984, sofreu um acidente vascular cerebral, antecipatório daquele que, em abril de 1986, o levaria ao internamento prolongado no hospital.
Alexandre O'Neill morreu em Lisboa a 21 de agosto de 1986, aos 61 anos. Está sepultado no Cemitério de Benfica, na mesma cidade. 
A 10 de Junho de 1990, a título póstumo, foi feito Grande-Oficial da Antiga, Nobilíssima e Esclarecida Ordem Militar de Sant'Iago da Espada, do Mérito Científico, Literário e Artístico.
A Biblioteca Alexandre O'Neill, em Constância, alberga, por doação do próprio escritor, parte do seu espólio. Ali, pode-se ler os livros que pertenceram a O'Neill, muitos deles com anotações suas ou dedicatórias dos autores.

## Obras

### Poesia
Edições originais
- 1948 – A Ampola Miraculosa, Lisboa, Cadernos Surrealistas.
- 1951 – Tempo de Fantasmas, Cadernos de Poesia, nº 11.
- 1958 – No Reino da Dinamarca, Lisboa, Guimarães.
- 1960 – Abandono Vigiado, Lisboa, Guimarães.
- 1962 – Poemas com Endereço, Lisboa, Moraes.
- 1965 – Feira Cabisbaixa, Lisboa, Ulisseia.
- 1969 – De Ombro na Ombreira, Lisboa, Dom Quixote.
- 1972 – Entre a Cortina e a Vidraça, Lisboa, Estúdios Cor.
- 1979 – A Saca de Orelhas, Lisboa, Sá da Costa.
- 1981 - As Horas Já de Números Vestidas (Em Poesias Completas (1951-1981))
- 1983 - Dezanove Poemas (Em Poesias Completas (1951-1983))

Antologias feitas ao longo da vida
- 1967 – No Reino da Dinamarca – Obra Poética (1951-1965), 2.ª edição, revista e aumentada, Lisboa, Guimarães.
- 1974 – No Reino da Dinamarca – Obra Poética (1951-1969), 3.ª edição, revista e aumentada, Lisboa, Guimarães.
- 1981 – Poesias Completas (1951-1981), Lisboa, Imprensa Nacional - Casa da Moeda, 1982.
- 1983 – Poesias Completas (1951-1983), 2.ª edição, revista e aumentada, Lisboa, Imprensa Nacional - Casa da Moeda, 1984.
- 1986 – O Princípio de Utopia, O Princípio de Realidade seguidos de Ana Brites, Balada tão ao Gosto Popular Português & Vários Outros Poemas, Lisboa, Moraes.

Antologias póstumas
- 2000 – Poesias Completas, com inclusão de dispersos, introd. de Miguel Tamen, Lisboa, Assírio & Alvim; 2a ed. rev. 2001; 3a ed. 2002; 4a ed. 2005; 5a ed. 2007.
- 2005 – Anos 1970. Poemas Dispersos, M. A. Oliveira e F. Cabral Martin (eds.), Lisboa, Assírio & Alvim; 2a, 2009.

### Prosa[4]
- 1970 - As Andorinhas não Têm Restaurante, Lisboa, Dom Quixote. (crónicas)

- 1980 - Uma Coisa em Forma de Assim, 2ª edição, revista e aumentada, Lisboa, Presença. (contos e crónicas)

### Traduções[4]
- 1950 – Nora Mitrani, A Razão Ardente (Do Romantismo ao Surrealismo), Cadernos Surrealistas, Lisboa.
- 1959 – Maiakovski, O Percevejo, Lisboa, Editorial Gleba.
- 1960 – Dostoievski, O Jogador, Lisboa, Guimarães.
- 1961-63 – Bertolt Brecht, Teatro I e II, (em colaboração com Ilse Losa), Lisboa, Portugália Editora.
- 1962 – Alfred Jarry, Mestre Ubu, (em colaboração com Luís de Lima), Lisboa, Minotauro.

### Antologias[4]
- 1959 – Gomes Leal – Antologia Poética (em colaboração com F. da Cunha Leão), Lisboa, Guimarães.
- 1962 – Teixeira de Pascoaes – Antologia Poética (em colaboração com F. da Cunha Leão), Lisboa, Guimarães.
- 1962 – Carl Sandburg – Antologia Poética, Lisboa, Edições Tempo.
- 1963 – João Cabral de Melo Neto – Poemas Escolhidos, Lisboa, Portugália.
- 1969 – Vinicius de Moraes – O Poeta Apresenta o Poeta, Lisboa, D. Quixote.
- 1977 – Poesía Portuguesa Contemporánea / Poesia Portuguesa Contemporânea (em colaboração com a Secção de Literatura da Direção Geral de Ação Cultural), edição bilíngue, Lisboa, Secretaria de Estado da Cultura.

### Discos de poesia[4]
- Alexandre O’Neill diz poemas da sua autoria – colecção «A Voz e o Texto», Discos Decca, PEP 1010.
- Os Bichos também são gente – colecção «A Voz e o Texto», Discos Decca, PEP 1278.

### Filmografia
Guionista
- 1962 – Dom Roberto
- 1963 – Pássaros de Asas Cortadas
- 1967 – Sete Balas Para Selma
- 1969 – Águas Vivas
- 1970 – A Grande Roda
- 1975 – Schweik na Segunda Guerra Mundial (TV)
- 1976 – Cantigamente (3 episódios da série)
- 1978 – Nós por cá Todos Bem
- 1979 - Ninguém (TV)
- 1979 - Lisboa (TV)
- 1979 - O ladrão do pão (roteiro inspirado num poema de sua autoria, com música original de José Mário Branco)[13][14]

Actor (Narrador)
- 1933 – Las Hurdes, tierra sin pan
- 1969 – Águas Vivas
- 1971 – Sever do Vouga. Uma Experiência
- 1976 – Máscaras

### Traduções das suas obras
- 1966 - Portogallo, Mio Rimorso, tradutor: Joyce Lussu, Turin, Editora Einaudi.
- 1978 – Made in Portugal, tradutor: Antonio Tabucchi, Milan, Guanda.